# Magdalena Janiuk
Magdalena Janiuk z domu Pytel (ur. 16 kwietnia 1992 w Bielsku-Białej) – polska siatkarka, grająca na pozycji środkowej, wychowanka klubu BKS Stal Bielsko-Biała.
W latach 2009–2011 znajdowała się w szerokiej kadrze BKS Aluprof Bielsko-Biała występującej w PlusLidze Kobiet. W styczniu 2011 roku zadebiutowała w Lidze Mistrzyń w meczu grupowym przeciwko drużynie Dinamo Romprest Bukareszt w Rumunii. W polskiej ekstraklasie pierwszy mecz rozegrała we wrześniu 2020 roku przeciwko drużynie ŁKS Łódź, zdobywając nagrodę dla najlepszej siatkarki.
W sezonie 2020/2021 TAURON Ligi zagrała w 20 meczach zdobywając w nich 158 punktów, w tym: 6 asów serwisowych, 52 punktowe bloki, 100 ataków. Otrzymała także cztery statuetki MVP dla najbardziej wartościowej zawodniczki meczu.
Po ukończonym sezonie 2024/2025 postanowiła zakończyć siatkarską karierę.

## Sukcesy klubowe
Mistrzostwo Polski:
- 2010
- 2011, 2024[7]

Puchar Polski:
- 2024[8]

Superpuchar Polski:
- 2024[9]